# غودموندور ميتي
غودموندور ميتي هو مدرب كرة قدم ولاعب كرة قدم آيسلندي في مركز الدفاع، ولد في 2 أبريل 1981 في Neskaupstaður ‏ في آيسلندا. شارك مع منتخب آيسلندا تحت 17 سنة لكرة القدم ومنتخب آيسلندا تحت 19 سنة لكرة القدم ومنتخب آيسلندا تحت 21 سنة لكرة القدم. أما مع النوادي، فقد لعب مع نادي فالور ونادي كيفلافيك ونادي مالمو ونادي ميتييلاند ونادي نورشوبينغ.